# Арабела Бакли
Арабела Бертон Бакли (енгл. Arabella Burton Buckley; Брајтон, 24. октобар 1840 — 1929) била је енглеска књижевница, природњакиња и популаризаторица науке.
Рођена је у Брајтону, у Енглеској, 24. октобра 1840. године. Удала се на Новом Зеланду, у четрдесет и четвртој години за др Томија Фишера. Своје књижевне радове потписивала је девојачким презименом Бакли. Била је једанаест година секретар славног геолога сер Чарлса Лајела.
На српски језик преведена је њена научно популарна књига „Историја Енглеске“, у преводу Милутина Вујадиновића, Београд 1927. године. Осим ове књиге, објавила је још и ова дела:
- (Чаробна земља знања, 1879)
- (Живот и његова деца, 1880)
- (Добитници у трци живота, 1883)
- (Живот инсеката, 1901)
- (По језерима и рекама, 1901)
- (Птице небеске, 1901)
- (Дивљи живот шума и поља, 1901)
- (Дрвеће и грмље, 1901)
- (Биљни свет у пољу и башти, 1901)

Између осталог, управљала је публиковањем деветог издања »«, књиге Мери Сомервил.